# Hervé Loichemol
 (septembre 2012).
Si vous disposez d'ouvrages ou d'articles de référence ou si vous connaissez des sites web de qualité traitant du thème abordé ici, merci de compléter l'article en donnant les références utiles à sa vérifiabilité et en les liant à la section « Notes et références ».
Hervé Loichemol né le 8 avril 1950 à Mostaganem (Algérie), est un metteur en scène français.

## Biographie
Hervé Loichemol quitte l'Algérie en 1962 pour Besançon. Il y fait ses études au lycée Victor-Hugo, puis à l’université, et entre au conservatoire de la Ville où il a pour professeur Paul Lera qui dirige le Théâtre de Franche-Comté et avec lequel il commence à jouer dans La Jarre de Pirandello et L’Apollon de Bellac de Giraudoux.
En 1972, il intègre l’École du Théâtre national de Strasbourg, puis suit Pierre-Étienne Heymann et le Théâtre de la Planchette. Il entame une carrière de comédien et joue entre autres Marivaux, Peter Weiss, Anne Perry-Bouquet, Maurice Regnaut, Tankred Dorst, Aristophane, Adamov, Musset, Evgueni Schwartz, Pirandello, Shakespeare. 
Assistant de Pierre-Étienne Heymann puis d’André Steiger, il passe à la mise en scène et monte ses premiers spectacles : Mystère Bouffe de Dario Fo, L’Étau de Pirandello, Les Trois Sœurs de Tchekhov (1976-1977 au Théâtre de Carouge). 
Grâce à Jean Jourdheuil, qu’il rencontre au milieu des années 1970, il découvre l’œuvre de Heiner Müller et monte en 1981 Hamlet-machine au Théâtre de Carouge, ce qui fait de lui l’initiateur de Heiner Müller en Suisse. Au cours de sa carrière, Hervé Loichemol montera à de nombreuses reprises des œuvres de Müller, dont certaines premières créations en langue française, comme Héraclès 5 et Vie de Gundling au Festival d’Avignon en 1983.  
Dans les années 1980, il réalise plus d’une vingtaine de mises en scène en France et en Suisse. 
En 1986, il fonde la compagnie FOR, puis en 1990, la compagnie le Nouveau Fusier, structure avec laquelle il développe pendant douze ans un travail sur le XVIIIe, sur les Lumières et sur Voltaire. C’est dans ce cadre qu’il entreprend à partir de 1991 de réhabiliter la Grange du Châtelard à Ferney-Voltaire, pour y lancer un projet culturel proposant des spectacles, des concerts, des expositions, des débats et des rencontres. Le projet – l’Auberge de l’Europe – s’installe au Château de Voltaire et est labellisé Centre culturel de rencontre en 2000.
Les années 1990 sont également marquées par la guerre de Bosnie-Herzégovine. Avec quelques professionnels du théâtre et de la danse, Hervé Loichemol fonde le Comité Sarajevo de Genève, entreprend des voyages sur place et crée plusieurs mises en scène à Sarajevo : Hamlet-machine de Heiner Müller au Théâtre Mladih (1996), Quartett de Heiner Müller dans les ruines de l’hôtel Europe (1997), et Dans la solitude des champs de coton de Bernard-Marie Koltès au Théâtre National (1999). 
En 2002, il reprend un travail de metteur en scène indépendant, et monte entre autres Nous sommes à l’orée d’un univers fabuleux de Jean Sénac, Nathan le Sage de Gotthold Ephraïm Lessing, Ruth éveillée de Denis Guénoun et Qu’est-ce que tu vois de Marie-José Mondzain. En 2008, il participe à la réouverture du Châtelard à l’occasion d’un changement de majorité municipale. 
Hervé Loichemol collabore fréquemment avec les écrivains Denis Guénoun, Yves Laplace, et Michel Beretti auxquels il a passé plusieurs commandes de textes qu’il a créés en France (Petit Odéon-Comédie Française, Théâtre national de la Colline, Festival d’Avignon, Château de Voltaire, Le Châtelard, Théâtre de Privas) et en Suisse (Théâtre de Carouge, Le Poche, Comédie de Genève, Salle Patiño, Théâtre Saint-Gervais). 
Au cours de sa carrière, il est revenu à plusieurs reprises sur certains textes, tels Hamlet-machine de Heiner Müller (en 1981, 1982, 1983, 1995, 1996), Français encore un effort... de Sade (en 1987, 1989, 1993, 2001), Abraham sacrifiant de Théodore de Bèze (en 1983, 1991, 1994), pour en réinventer de nouvelles mises en scène. 
Hervé Loichemol a enseigné à l’ESAD de Genève, à l’École du Théâtre national de Strasbourg, à la SPAD de Lausanne dont il a été le responsable et à l’École de la Comédie de Saint-Étienne.
Du mois de juillet 2011 au mois de juin 2017, il a été directeur général de la Comédie de Genève, envisageant "l’institution comme un lieu de réflexion sur l’esthétique et les enjeux actuels du théâtre".
Depuis la fin de son mandat, Hervé Loichemol a repris son métier de metteur en scène et poursuit son engagement dans le projet "Du théâtre pour Gaza" développé depuis 2014 avec le dramaturge Mohamed Kacimi, l’association Écritures du Monde, l’Institut culturel français de Gaza, et Ziad Meddouk, responsable du Département de français de l’Université Al Aqsa. Ce projet, un temps soutenu par Genève Ville Solidaire, a déjà donné lieu à des ateliers de théâtre à Gaza et à Genève ainsi qu'à de multiples échanges.
Il est directeur de la Compagnie FOR. www.fortheatre.fr

## Mises en scène
- 1976 : Mystère bouffe de Dario Fo, Théâtre de Carouge de Genève
- 1977 : L'Étau de Luigi Pirandello, Théâtre de Carouge, Genève - Les Trois Sœurs d'Anton Tchekhov, Théâtre de Carouge, Genève
- 1978 : La vie est un songe de Calderón, Théâtre de Carouge, Genève
- 1979 :   Dans le dos du maître d’Orlando Beer, Théâtre de Carouge, Genève - Maximilien Robespierre, tragédie-rêverie de Bernard Chartreux et Jean Jourdheuil, Théâtre de Carouge, Genève
- 1980 : Se trouver de Luigi Pirandello, Théâtre de Carouge, Genève
- 1981 : Hamlet-machine de Heiner Müller, Théâtre de Carouge, Genève - La Retraite d'Arcey de Michel Beretti, Centre dramatique de Franche-Comté - Les Chaises d'Eugène Ionesco, Comédie de Genève
- 1982 : On purge bébé de Georges Feydeau, Le Poche, Genève
- 1983 : Abraham sacrifiant de Théodore de Bèze, Comédie de Genève - Héraclès 5, Hamlet-machine, Vie de Gundling, Sommeil rêve cri de Lessing de Heiner Müller, Théâtre national de Strasbourg et Festival d'Avignon - L'École des femmes de Molière, Théâtre de Vidy-Lausanne
- 1984 : Mademoiselle Else d'Arthur Schnitzler, Le Poche Genève
- 1984 : Sarcasme d’Yves Laplace, Petit Odéon-Comédie-Française
- 1985 : Mademoiselle Else d'Arthur Schnitzler au Théâtre de Vidy-Lausanne
- 1985 : Rester partir de Bernard Chartreux, Théâtre de Vidy-Lausanne
- 1985-1986 : Le Chandelier d'Alfred de Musset, Théâtre de Vidy-Lausanne - Quartett de Heiner Müller, Le Poche, Genève
- 1986-1987 : Un homme pressé de Bernard Chartreux, Le Poche, Genève - Médée de Heiner Müller, Le Poche, Genève
- 1987-1988 : Dans la solitude des champs de coton de Bernard-Marie Koltès, Théâtre de Vidy-Lausanne - Français, encore un effort si vous voulez être républicains de Sade, Théâtre de Vidy-Lausanne
- 1988-1989 : Nationalité française d’Yves Laplace, Théâtre national de la Colline - Staël ou la Communauté des esprits d’Yves Laplace, Le Poche, Genève
- 1989-1990 : Entre soi on s'arrange d’Alexandre Ostrovski, Comédie de Genève - Pourquoi n'as-tu rien dit, Desdémone de Christine Brückner, Le Poche, Genève
- 1990-1991 : Le Comte de Boursoufle de Voltaire, Le Châtelard, Ferney-Voltaire - Micromégas de Voltaire, Le Châtelard, Ferney-Voltaire - Et in Arcadia ego de Heiner Müller, Le Châtelard, Ferney-Voltaire
- 1991-1992 : Zaïre de Voltaire, Le Châtelard, Ferney-Voltaire
- 1992-1993 : Feu Voltaire / Monsieur le Multiforme d’Yves Laplace, Le Poche, Genève - Feu Voltaire / Le Seigneur des lieux d’Yves Laplace, Le Châtelard, Ferney-Voltaire
- 1993-1994 : Philoctète de Heiner Müller, Le Poche, Genève - Nos fantômes d’Yves Laplace, Le Châtelard, Ferney-Voltaire - Zaïre de Voltaire, Comédie de Genève et tournée en France et en Suisse
- 1994-1995 : Politisch Korrekt d’après Bertolt Brecht, Le Châtelard, Ferney-Voltaire
- 1995-1996 : Le Café ou l'Écossaise de Voltaire, Le Châtelard, Ferney-Voltaire - Héraklès 5 / Hamlet-Machine de Heiner Müller, Théâtre Mladih Sarajevo, Le Châtelard Ferney-Voltaire.
- 1996-1997 : La Petite Catherine de Heilbronn de Heinrich von Kleist, Comédie de Genève - Lettre au directeur du théâtre de Denis Guénoun, Chartreuse de Villeneuve lez Avignon, Festival d’Avignon.
- 1997-1998 : Quartett de Heiner Müller, MESS Festival Hôtel Europe, Sarajevo - Conseil à la France désolée de Sébastien Castellion, Le Châtelard, Ferney-Voltaire, Die, Le Pontet, Vénissieux - Nanine de Voltaire, Le Châtelard, Ferney-Voltaire - Pamela de Carlo Goldoni, Le Châtelard, Ferney-Voltaire
- 1998-1999 : L'Homme aux quarante écus de Voltaire, Château de Voltaire et  Dans la solitude des champs de coton de Bernard-Marie Koltès, MESS Festival Théâtre National de Sarajevo.
- 2000 : Catéchismes de Voltaire, Château de Voltaire - Scène de Denis Guénoun, Château de Voltaire
- 2001 : Kennel Club d’Yves Laplace, Théâtre de Vidy-Lausanne, Château de Voltaire, La Bâtie-Festival de Genève et Théâtre International de Langue Française à Paris
- 2002 : Épître aux jeunes acteurs d’Olivier Py, Le Châtelard, Ferney-Voltaire - La Mort de César et Brutus de Voltaire, Le Châtelard, Ferney-Voltaire
- 2003 : Le Pari, opéra de Wen Deqing, Festival Amadeus de Genève, Musicades de Lyon et Opéra House de Shanghai - Nous sommes à l'orée d'un univers fabuleux de Jean Sénac, Festival Les Francophonies en Limousin
- 2004 : Cinna de Pierre Corneille, Théâtre de Carouge-Atelier de Genève
- 2005 : Outrages d’Yves Laplace, Théâtre de Carouge - Lever les yeux au ciel de Michel Beretti, Chartreuse de Villeneuve lez Avignon - Nathan le sage de Gotthold Ephraïm Lessing, Théâtre de Carouge - Le Fanatisme de Voltaire, Théâtre de Carouge
- 2007 : Ruth éveillée de Denis Guénoun, Théâtre de Carouge - La Jeune Indienne de Chamfort, La Mort de César de Voltaire et Vasta, Reine de Bordélie de Piron, lectures, Université Jean Moulin de Lyon, Musée de la Révolution française de Vizille, Institut et Musée - Voltaire de Genève, Théâtre du Bordeau de Saint-Genis-Pouilly - Pamela ou la Vertu récompensée de Nicolas François de Neufchâteau, Université Stendhal de Grenoble, Musée de la Révolution française de Vizille, Université Jean Moulin de Lyon, Théâtre du Bordeau de Saint-Genis-Pouilly
- 2008 : Entretien d'un sauvage et d'un bachelier de Voltaire - Supplément au Voyage de Bougainville de Denis Diderot - Lettre à un fils de 20 ans de Jean-Yves Picq, Le Châtelard, Ferney-Voltaire
- 2009 : Candide, d’Yves Laplace d’après Voltaire, Théâtre de Carouge-Atelier de Genève, Centre dramatique national de Montreuil, Théâtre Allobroges de Cluses, ABC de Dijon - Qu’est-ce que tu vois ? de Marie José Mondzain, Résidence Charles de Foucauld, Grange Prada à Ferney-Voltaire - Modeste Proposition de Jonathan Swift, Grange Prada de Ferney-Voltaire
- 2010 : Le Fils naturel de Denis Diderot, École de la Comédie de Saint-Étienne, Festival des Lumières, Le Châtelard, Ferney-Voltaire
- 2011 : Les Juifs[9] de Gotthold Ephraïm Lessing, Le Châtelard, Comédie de Genève, Théâtre de Vidy-Lausanne - Minna von Barnhelm[5] de Gotthold Ephraïm Lessing, Comédie de Genève
- 2012 : Le Citoyen[10] de Denis Guénoun, première Comédie de Genève le 1er novembre
- 2013 : Siegfried, nocturne texte de Olivier Py, musique de Michael Jarrell, Comédie de Genève dans le cadre du Wagner Geneva Festival
- 2014 :  Shitz de Hanokh Levin, Comédie de Genève
- 2014 : L'Excursion des jeunes filles mortes d'Anna Seghers, Comédie de l’Est - Centre dramatique national d’Alsace, Colmar
- 2015 : Le Roi Lear de William Shakespeare, Comédie de Genève
- 2016 : La Boucherie de Job de Fausto Paravidino, Comédie de Genève
- 2015-2017 : Français, encore un effort si vous voulez être républicains du marquis de Sade, Comédie de Genève, Théâtre des Quartiers d'Ivry
- 2016-2017 : Épître aux jeunes acteurs d’Olivier Py, Comédie de Genève, TPR
- 2015-2018 : Cassandre d'après Christa Wolf / Musique Michael Jarrell / avec Fanny Ardant, 69e édition du Festival d'Avignon, Comédie de Genève, Les théâtres Aix en Provence, Paphos Chypre, Comédie de Genève, Théâtre de l’Athénée Paris, Opéra national d'Athènes.
- 2018 : L'Affaire Calas de Tina Quesnel, FOR, Ferney-Voltaire
- 2018 : La Fin du Monde évidemment de Robert Leroy, FOR, FITHEB, Cotonou Benin
- 2019 : La Fin du Monde évidemment de Hervé Loichemol, FOR, EITB, Festival des Francophonies en Limousin, Saint-Genis-Pouilly.
- 2020 : Le Métro de Gaza de Mohamed Abusal, Freedom Theater Jénine, FOR, L'Askene
- L'excursion des jeunes filles mortes d'Anna Seghers, La Pitrerie.
- 2021 : Les Échinides, de Hervé Loichemol, Les Chantiers de Marie-José Mondzain, Théâtre de la Commune Aubervilliers.
- J’attends toujours, d’après Diderot, Le Châtelard, Ferney-Voltaire
- 2022 : Le Métro de Gaza de Mohamed Abusal, Khawla Ibraheem et Hervé Loichemol Freedom Theater Jénine, FOR, L'Askene.(Jénine,Ramallah, Jérusalem, Haïfa)
- Thespis - Les jours heureux, Grand Genève. FOR et La Marmite.
- 2023 : Hiver de Jon Fosse, Les Amis Théâtre et Musique Carouge.
- 2023 : Les Échinides de Hervé Loichemol, Le Labo Lausanne
- 2024 : Le Métro de Gaza de Mohamed Abusal, Khawla Ibraheem et Hervé Loichemol Freedom Theater Jénine, FOR, L'Askene.(Amman, Bagdad, Tunis, Le Kef, Vidy-Lausanne, Festival Ôrizons Périgueux, MESS Festival Sarajevo, L'Échangeur de Bagnolet, Théâtre Tel Quel Nîmes, Laval, La Fonderie Le Mans, Théâtre Beno Besson Yverdon).
- 2024: Le sermon du Rabbin Akib de Voltaire, Cerisy.
- 2025 : L'Homme du hasard de Yasmina Reza, Les Amis Théâtre et Musique Carouge